# Кратер Македонський
Кратер (також Кратев та Кратей) (дав.-гр. Κρατερός) — македонський цар, що правив у 399 до н. е.

## Життєпис
Походження невідомо, але ймовірно належав до македонської знаті. Був коханцем Архелая I, царя Македонії. За різними версіями: навмисно вбив коханця, щоб самого захопити владу; за відомостями Арістотеля, Кратер вбив царя, бо Архелай I пообіцяв видати йому одну зі своїх дочок, але згодом віддав одну за Сірру, царя Еліму, іншу за зведеного брата Амінту; третя версія (Плутарха) стверджує, що Кратер ненавмисно вбив Архелая під час полювання.
Кратер захопив владу, оголосивши себе царем. Але панував лише 4 дні. Був повалений, ймовірно за допомогою династії Лінкестидів, оскільки царем став старший син Архелая I — Орест, а його опікуном-регентом Аероп з Лінкестидів.